# Selenia eucore
Selenia eucore är en fjärilsart som beskrevs av Dyar 1918. Selenia eucore ingår i släktet Selenia och familjen mätare. Inga underarter finns listade.